# Конституция на Франция (1791)
Конституцията на Франция от 1791 е приета от Учредителното събрание през септември 1791 г. в хода на Френската революция.
Тази конституция превръща Франция в конституционна монархия. Основните спорове при създаването ѝ са разделението на властите между краля (изпълнителната власт) и законодателната власт и правото на краля на вето. Въпреки че Декларацията за правата на човека и гражданина служи като преамбюл на конституцията, а според нея гражданите са с равни права, конституцията ги разделя на „активни“ и „пасивни“: активни са само онези французи, които са навършили 25 години, имат уседналост в града или кантона от известно време, плащат преки данъци от не по-малко от тридневна надница, не работят като прислуга и са положили гражданска клетва. По този начин най-бедните са лишени от политически права. Активните граждани могат да избират на свои първични събрание общинските власти, а с оглед на националното представителство избират свои представители вече с по-голям имуществен ценз. Тези избраници образуват избирателно събрание във всеки департамент, което на свой ред избира департаментска администрация и представители в националното законодателно събрание отново от измежду активните граждани.